# Pogorzelec (Basses-Carpates)
Pour les articles homonymes, voir Pogorzelec.
Pogorzelec est une localité polonaise de la gmina de Stubno, située dans le powiat de Przemyśl en voïvodie des Basses-Carpates.